# Хореки
Хореки (宝暦), позната и као Хорјаку је јапанска ера (ненко) која је настала после Канен и пре Меива ере. Временски је трајала од октобра 1751. до јуна 1764. године и припадала је Едо периоду. Актуелни владари били су цар Момозоно и царица Го Сакурамачи. Нова ера је донета како би се обележила смрт бившег цара Сакурамачија и шогуна Токугаве Јошимунеа. Њено име, Хореки у грубом преводу значи "вредан календар" или "драгоцени годишњак".

## Важнији догађајиХорекиере
- 1752. (Хореки 2): Долази амбасадор (дипломата) из краљевства Рјукју.[3]
- 1754. (Хореки 4): Влада шогуната наређује области Сацума да обузда реке са њене територије које се често изливају и праве велике губитке земљи. Сви планови за решавање овог проблема су пропали а велики број задужених самураја за пројекат је био принуђен да изврши сепуку.
- 1758. (Хореки 8): Хореки инцидент.
- 1760. (Хореки 10): Шогун Ијешиге даје оставку и његов син, Ијехару постаје десети шогун Токугава шогуната.[4]
- 1762. (Хореки 12): Цар Момозоно абдицира у корист своје сестре[4] и након тога врло брзо умире.
- 1763. (Хореки 13): У Еду (област Канда) је основана трговачка асоцијација која се бави дистрибуирањем корејског гинсенга.[5]
- 1764. (Хореки 14): За Корејско полуострво је извезен слатки кромпир из Еда, као резултат дипломатског договора између две државе.[6]